# Сеиичи Сакија
Сеиичи Сакија (јап. 崎谷 誠一; Хирошима, 1. децембар 1950) бивши је јапански фудбалер.

## Каријера
Током каријере је играо за Nippon Steel.

## Репрезентација
За репрезентацију Јапана дебитовао је 1971. године. За тај тим је одиграо 3 утакмице.

## Статистика
| Јапан  | Јапан   | Јапан  |
| Година | Наступи | Голови |
| ------ | ------- | ------ |
| 1971.  | 2       | 0      |
| 1972.  | 1       | 0      |
| Укупно | 3       | 0      |